# Edward V. Robertson
Edward Vivian Robertson (né le 27 mai 1881 à Cardiff au Pays de Galles et mort le 15 avril 1963 à Pendleton en Oregon) est un homme politique américain. Membre du Parti républicain, il est Sénateur des États-Unis pour le Wyoming entre 1943 et 1949.

## Biographie
Vétéran de la seconde guerre des Boers, Robertson immigre aux États-Unis en 1912 pour s'installer à Cody. Trente ans plus tard, il est élu au Sénat des États-Unis pour le Wyoming. Il sert un mandat avant d'être défait lorsqu'il est candidat pour un second mandat.